# برونو گونزالس
برونو گونزالس (انگلیسی: Bruno González؛ زادهٔ ۲۴ مهٔ ۱۹۹۰) بازیکن فوتبال اهل اسپانیا است که در پست مدافع میانی بازی می‌کند.